# Мілан Копіц
Мілан Копіц (чеськ. Milan Kopic, нар. 23 листопада 1985, Пельгржимов) — чеський футболіст, що грав на позиції захисника.
Виступав, зокрема, за клуб «Геренвен», а також молодіжну збірну Чехії.

## Клубна кар'єра
У дорослому футболі дебютував 2005 року виступами за команду «Височина», в якій провів один сезон, взявши участь у 9 матчах чемпіонату. 
Згодом з 2006 по 2010 рік грав у складі команд «Спарта» (Прага), «Млада Болеслав», «Геренвен» та «Славія».
Своєю грою за останню команду знову привернув увагу представників тренерського штабу клубу «Геренвен», до складу якого повернувся 2010 року. Цього разу відіграв за команду з Геренвена наступні два сезони своєї ігрової кар'єри.
Протягом 2012 року захищав кольори клубу «Слован».
Завершив ігрову кар'єру у команді «Височина», у складі якої вже виступав раніше. Повернувся до неї 2013 року, захищав її кольори до припинення виступів на професійному рівні у 2013 році.

## Виступи за збірну
Протягом 2006–2007 років залучався до складу молодіжної збірної Чехії. На молодіжному рівні зіграв у 6 офіційних матчах.